# 황선
황선(黃羨, 1974년 2월 16일~)은 대한민국의 자민통 계열 활동가, 사회활동가이다.

## 생애
1994년 덕성여자대학교 국어국문학과에 입학했지만 곧 제적되었다. 1998년 8월에는 조선민주주의인민공화국 평양에서 열린 8·15 통일 대축전에 참가하기 위해 대한민국 정부의 승인 없이 한국대학총학생회연합(한총련) 대표로 당시 건국대학교 4학년으로 재학 중이던 김대원과 함께 8·15 통일대축전 행사에 참가하면서 연방제 통일 등을 결의했다.
1998년 11월 3일 판문점을 통해 대한민국으로 귀환하자마자 국가보안법 위반 혐의(찬양·고무, 회합·통신 혐의)로 체포되었고 법원으로부터 징역 2년, 집행유예 2년을 선고 받았다. 2000년 8·15 특사를 통해 사면된 이후에는 조국통일범민족청년학생연합(범청학련) 남측본부 부의장 겸 대변인을 역임했다.
2004년 2월에는 범청학련 남측본부 의장을 역임했던 윤기진과 결혼했다. 그의 남편인 윤기진은 1997년 한총련 의장을 역임하던 당시에 공안 당국의 지명수배 대상에 오르면서 수배 생활을 하고 있었다. 2005년에는 6·15 남북 공동선언 실현을 위한 통일연대(통일연대) 대변인을 역임했다. 2005년 10월 10일에는 조선민주주의인민공화국 평양에서 열린 아리랑 축제를 관람하던 도중에 진통을 느꼈고 평양산원에서 딸을 출산했다.
2007년에는 민주노동당 부대변인을 역임했으며 2008년부터 10년간은 대법원에서 이적단체라는 판결이 확정된 실천연대 새정치실현특별위원장으로 활동했다. 2008년 10월부터 2009년 9월까지 인터넷 방송 《황선의 통일 카페》를 진행하면서 조선민주주의인민공화국의 정치 체제를 선전했다. 2008년에 실시된 대한민국 제18대 국회의원 선거에서는 민주노동당 비례대표 9번, 2012년에 실시된 대한민국 제19대 국회의원 선거에서는 통합진보당 비례대표 15번에 배정되었지만 승계 이전에 출당되었기 때문에 당선되지는 않았다.
희망정치연구포럼 대표를 역임하고 있던 2014년 12월 10일에는 대한민국 전라북도 익산시에 위치한 신동성당에서 과거 조선민주주의인민공화국을 방문했던 한국계 미국인 언론인인 신은미와 함께 통일 토크 콘서트를 열었지만 조선민주주의인민공화국의 정치 체제를 미화한다는 의혹을 받았다. 이 과정에서 인터넷 커뮤니티 일베저장소 회원으로 활동했던 고등학생이 일명 로켓 캔디(설탕과 질산 칼륨을 섞어 만든 모델 로켓의 연료)를 담은 냄비에 불을 붙여 행사장에 투척하는 사건이 일어나기도 했다.
로켓 캔디 투척 사건과 관련하여 보수 단체의 고발로 수사를 받는 상황에서 대통령이 사실상 수사의 결론을 내는 듯한 발언을 하는 바람에 피해를 보고 있음에도 대한민국 대통령 박근혜가 청와대 수석비서관회의에서 자신의 "토크콘서트를 종북콘서트"라고 부르고 자신이 "북한의 인권 상황에 눈을 감고 실상을 왜곡·과장했다"고 말해 정신적 고통을 겪었다며 2014년 12월 "박근혜 대통령은 500만원을 지급하라"는 취지의 손해배상을 요구하는 소송을 냈다. 이에 서울중앙지법 민사36단독 판사 남성민은 2015년 11월 20일 "박근혜 대통령의 발언 일부는 단순한 의견 또는 논평으로 명예훼손의 손해배상 책임이 없으며, 일부 사실관계를 적시한 발언은 위법성이 없다"는 이유로 원고 청구를 기각했다.
2015년 11월 27일에는 검찰로부터 국가보안법 위반 혐의(찬양·고무 혐의)로 징역 5년, 자격정지 5년을 구형받았다. 2016년 2월 15일에는 서울중앙지방법원으로부터 문제가 된 '통일 토크콘서트'는 물론 검찰이 기소한 국보법 위반 혐의 대부분을 무죄로 판단하면서도, 지난 2009년 실천연대가 주최한 집회의 사회 등을 본 것 단 하나를 유죄로 보고 징역 6개월에 집행유예 2년, 자격정지 6월을 선고받았다. 유죄 판결이 난 단 하나의 혐의마저도 2020년 2월 항소심에서 "이적행위에 적극 가담했다고 볼 증거가 부족하다"는 취지로 모두 무죄로 판결했다. 대법원 1부 재판부(주심 김선수 대법관)도 2021년 6월 24일 상고심에서 "원심 판결의 결론이 정당하다"는 취지의 짧은 판결문으로 황선의 무죄를 확정했다.

## 평양에서의 출산
2005년 10월 10일, 황선은 평양산원에서 자신의 둘째 딸을 출산했다. 당시 황선은 《아리랑》 공연 관람차 방북 중이었는데, 공연 관람 도중 갑작스럽게 산통이 찾아와 평양산원으로 옮겨졌고 제왕절개를 통해 딸을 낳았다. 출생 시각은 오후 10시이다. 한국 여성이 북한을 방문하여 아이를 낳은 것은 분단 이래 첫 사례였기 때문에 언론의 많은 주목을 받았으며, 황선은 둘째 딸의 이름을 겨레라고 지었다. 당초 1박 2일 일정으로 체류할 예정이었던 황선은 북한 측의 체류 허가로 2주 더 평양에 머물러 산후조리를 했으며 10월 25일 판문점을 통해 육로로 귀환하였다. 병원 측에서는 산후조리를 위해 꿀, 경옥고, 금당 등을 제공하였다.
북한에서는 이듬 해인 2006년 황선의 출산을 담은 연극 《옥동녀》 를 제작하여 공연하였다.

## 저서
- 《어머니 여기도 조국입니다》 (2000년, 자주민보)
- 《서울 동무 평양 친구 - 90일간의 북녘 체험》 (2003년, 자주민보)
- 《끝을 알지 - 6·15 시대 서정시와 풍경화》 (2008년, 615)
- 《서울 동무 평양 친구 - 90일간의 북녘 체험》 (2012년, 615)
- 《서울 동무 평양 친구 - 90일간의 북녘 체험》 (2014년, 615)

## 역대 선거 결과
|  | 5.68% |

|  | 10.30% |

|  | 1.70% |